# Salcedillo (Teruel)
Salcedillo es una localidad y municipio español de la provincia de Teruel, en Aragón. Forma parte de la comarca de Cuencas Mineras y actualmente es el municipio más pequeño de Aragón por población, con sus 11 habitantes (INE 2021).

## Geografía
Se encuentra a una distancia de 89 km de la ciudad de Teruel. En términos orográficos, está situado a 1.195 m s.n.m. junto al río Segura, por lo que es uno de los pueblos más altos de la comarca de las Cuencas Mineras, y se encuentra adyacente con los términos municipales de Anadón, Segura de los Baños, Allueva y Torrecilla del Rebollar. La superficie de su término es de 16,89 km².

## Historia
En 1328, Alfonso IV vendió Huesa y sus aldeas a Pedro de Luna,[cita requerida] pasando a formar parte de Sesma de la Honor de Huesa en la Comunidad de Aldeas de Daroca, comunidad de aldeas que en 1838 fue disuelta.

## Demografía
Salcedillo cuenta con una población de 13 habitantes (INE 2024).
| Gráfica de evolución demográfica de Salcedillo entre 1842 y 2021 |
| |
| Población de derecho según los censos de población del INE Población de hecho según los censos de población del INEEntre el censo de 1930 y el anterior, aparece este municipio porque se segrega del municipio 44023 (Allueva) Entre el censo de 1857 y el anterior, este municipio desaparece porque se integra en el municipio 44023 (Allueva) |

## Administración y política
| Período   | Alcalde                 | Partido |  |
| --------- | ----------------------- | ------- |  |
| 1979-1983 | Casimiro Navarro Martín | UCD     |  |
| 1983-1987 | Casimiro Navarro Martín | UCD     |  |
| 1987-1991 | Casimiro Navarro Martín | AP      |  |
| 1991-1995 | Casimiro Navarro Martín | PSOE    |  |
| 1995-1999 | Casimiro Navarro Martín | PAR     |  |
| 1999-2003 | Casimiro Navarro Martín | PP      |  |
| 2003-2007 | Casimiro Navarro Martín | PP      |  |
| 2007-2011 | Casimiro Navarro Martín | PP      |  |
| 2011-2015 | Fermín Navarro Alegre   | PAR     |  |
| 2015-2019 | Fermín Navarro Alegre   | PP      |  |

| Partido político    | Partido político               | 2003   | 2007   | 2011   | 2015   | 2019   |
| Partido político    | Partido político               | Ediles | Ediles | Ediles | Ediles | Ediles |
|                     | Partido Popular de Aragón (PP) | 1      | 1      | —      | 1      | 1      |
|                     | Partido Aragonés (PAR)         | —      | —      | 1      | —      | —      |
| Total de concejales | Total de concejales            | 1      | 1      | 1      | 1      | 1      |